# Paul Wallace
Paul Wallace es un deportista estadounidense que compitió en natación. Fue campeón mundial en 4x100 metros libres  durante el Campeonato Mundial de Natación de 1986 estableciendo un nuevo récord mundial con un tiempo de 03:17:08.

## Palmarés internacional
| Campeonato Mundial de Natación | Campeonato Mundial de Natación | Campeonato Mundial de Natación | Campeonato Mundial de Natación |
| Año                            | Lugar                          | Medalla                        | Prueba                         |
| ------------------------------ | ------------------------------ | ------------------------------ | ------------------------------ |
| 1986                           | Madrid (España)                | Medalla de oro                 | 4 × 100 m libre                |